# Leopold IV. (Lippe)

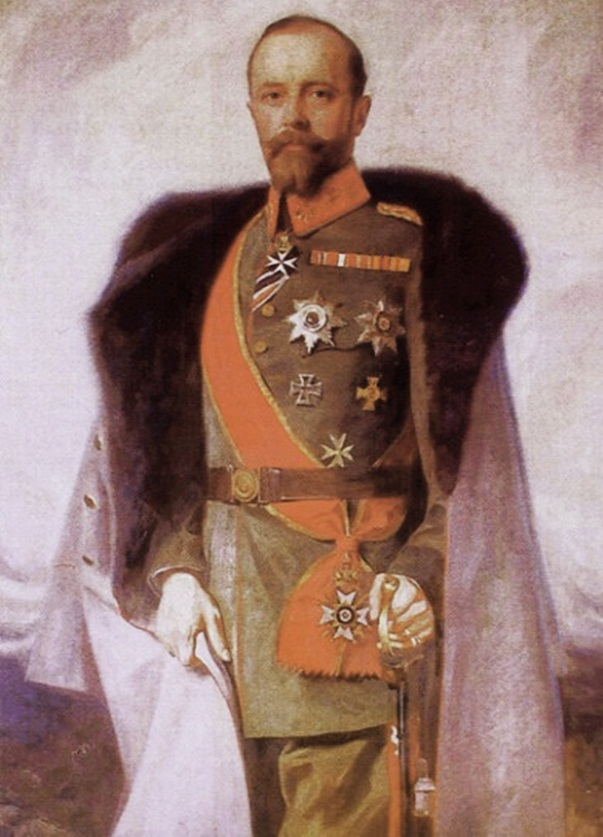
Leopold IV. zur Lippe in der Uniform des Infanterie-Regiments „Graf Bülow von Dennewitz“ (6. Westfälisches) Nr. 55

Leopold IV. Julius Bernhard Adalbert Otto Karl Fritz Georg Gustav zur Lippe (* 30. Mai 1871 in Oberkassel bei Bonn; † 30. Dezember 1949 in Detmold) war der letzte regierende Fürst von Lippe.

## Leben
Er war der Sohn von Ernst zur Lippe-Biesterfeld und Caroline Gräfin von Wartensleben (1844–1905).
Seine Ausbildung erhielt er auf der Klosterschule Roßleben, auf dem Gymnasium in Frankfurt a.d. Oder und auf dem Königlichen Pädagogium zu Putbus, wo er 1891 sein Abitur machte. Bis 1894 war er Offizier im deutschen Heer. 1894/1895 studierte er Staatswissenschaften an den Universitäten Bonn und Berlin. In Bonn wurde er Mitglied des Corps Borussia. 1895 kehrte er nach Hause zurück, da die Lähmung seines Vaters und der Lippische Erbfolgestreit seine Anwesenheit erforderlich machten. Die endgültige Entscheidung wurde dem Schiedsspruch der Mitglieder des IV. und VII. Zivilsenats des Reichsgerichts übertragen. Bis dahin blieb Leopold Regent. Durch die Entscheidung des Reichsgerichts unter dem Vorsitz des Reichsgerichtspräsidenten Rudolf von Seckendorff vom 25. Oktober 1905 wurde das Erbfolgerecht des Hauses Biesterfeld endgültig anerkannt. Leopold übernahm die Regierung als Fürst Leopold IV., da Fürst Alexander am 13. Januar 1905 gestorben war. Durch diese Reichsgerichtsentscheidung musste Kaiser Wilhelm II. seine Hoffnung auf eine Thronbesteigung seines Schwagers und Generalmajors à la suite Prinz Adolf zu Schaumburg-Lippe aufgeben. Darüber war er so verärgert, dass er den Feierlichkeiten zur Inthronisation von Fürst Leopold IV. in Detmold demonstrativ fernblieb.

Fürst Leopold IV. zur Lippe

Seine Regierung stand im Zeichen wirtschaftlichen und kulturellen Aufstiegs, er war aufgeschlossen für Technik und Industrie. Um den Bewohnern Erwerbsmöglichkeiten zu bieten, ließ er die Staatswerkstätten einrichten und eine größere Anzahl bedeutender Bauvorhaben ausführen. Die Prachtbauten des Regierungs- und Landtagsgebäudes, der Sparkassen und Banken, des Gymnasiums, des Lehrerseminars, die Christuskirche mit Fürstengruft auf dem Kaiser-Wilhelm-Platz, das evangelische Pfarramt, die Kasernen, der Ausbau des Schlosses usw. dienten dieser Maßnahme. In Bad Salzuflen unterstützte er mit Zuschüssen aus der eigenen Kasse die Erbohrung der nach ihm benannten Leopoldsquelle. Seine bedeutendste Schöpfung ist die Fürst Leopold-Akademie für Verwaltungswissenschaften: eine Fachhochschule, in der kriegsversehrte Offiziere zu Kommunalbeamten umgeschult wurden.
Seine große Liebe galt der Jagd und dem Theater, so ließ er mitten im Ersten Weltkrieg das abgebrannte Hoftheater wieder aufbauen. Auch der Volksbildung wandte er seine Fürsorge zu. Das Landesschulgesetz von 1914 schuf die staatliche Oberschulbehörde und beseitigte die Schulaufsicht der Kirche. Die Akademie stellte die Lehrer besser, den preußischen gleich. Die neuen Steuergesetze brachten eine gerechte Verteilung der Lasten und eine wesentliche Erhöhung des Steueraufkommens. Die Erschließung des Landes durch Straßen und Bahnen förderte Handel und Verkehr. Besonders die Industrialisierung machte starke Fortschritte. Im Zuge der Novemberrevolution wurde Leopold IV. durch den lippischen Volks- und Soldatenrat am 12. November 1918 zum Thronverzicht gedrängt. Er starb 1949 in Detmold, nachdem er seine Kinder aus erster Ehe und damit auch seinen ältesten Sohn Ernst Leopold, der sich zusammen mit seinen Geschwistern früh den Nationalsozialisten angeschlossen hatte, testamentarisch in der Erbfolge übergangen und seinen jüngsten Sohn Armin zum künftigen Chef des Hauses bestimmt hatte.

## Nachkommen

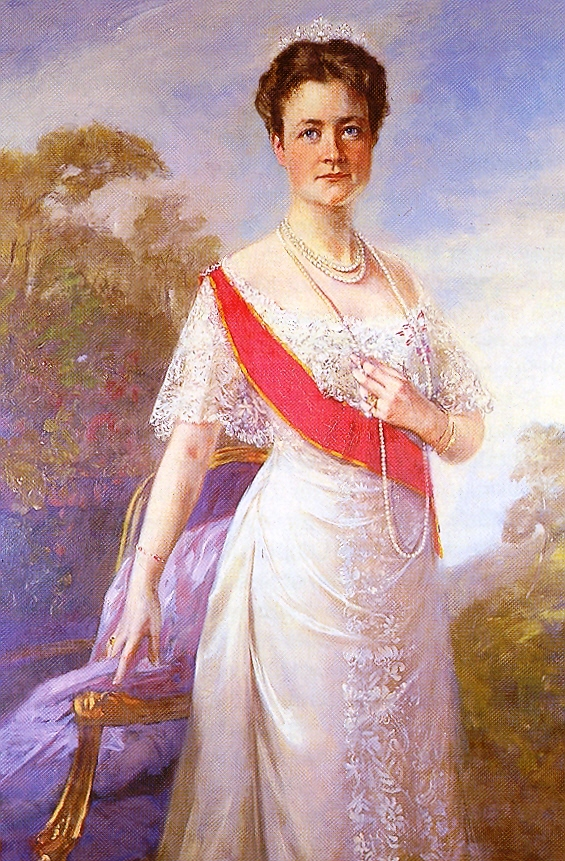
Prinzessin Bertha von Hessen-Philippsthal-Barchfeld

Fürst Leopold IV. war zweimal verheiratet: in erster Ehe 16. August 1901 mit Prinzessin Bertha von Hessen-Philippsthal-Barchfeld (* 25. Oktober 1874 in Burgsteinfurt, † 19. Februar 1919 in Detmold);
in zweiter Ehe 26. April 1922 mit Anna Prinzessin zu Ysenburg-Büdingen, verwitwete Prinzessin zur Lippe-Weißenfeld (* 10. Februar 1886 in Büdingen, † 8. Februar 1980 in Detmold).
Kinder aus erster Ehe:
- Ernst Leopold Chlodwig Julius Alexis Wilhelm Heinrich Erbprinz zur Lippe (* 12. Juni 1902 in Detmold, † 24. Mai 1987 in Detmold)
- Leopold Bernhard Wilhelm Friedrich Heinrich Alexis Otto Prinz zur Lippe (* 19. Mai 1904 in Detmold, † 5. Juli 1965 in Detmold)
- Karoline Auguste Adelheid Mathilde Marie Luise Pauline Prinzessin zur Lippe (* 4. August 1905 in Detmold, † 12. Oktober 2001 in Bad Eilsen), ⚭ 1932 Hans Graf von Kanitz (1893–1968), Generalmajor
- Chlodwig Luitpold Friedrich August Georg Rudolf Christian Maximilian Prinz zur Lippe (* 27. September 1909 in Detmold, † 13. Februar 2000 in Starnberg)
- Sieglinde Bertha Elisabeth Adelheid Juliane Calma Bathildis Marie Anna Prinzessin zur Lippe (* 4. März 1915 in Detmold, † 8. August 2008), ⚭ 1942 Friedrich-Carl Heldman (1904–1977)

Kind aus zweiter Ehe:
- Armin Leopold Ernst Bruno Heinrich Willa August Prinz zur Lippe (* 18. August 1924 in Detmold, † 20. August 2015 in Detmold)